# فرهنگ کردی
فرهنگ کردی به گروهی از ویژگی‌های متمایز فرهنگی  مردم کرد گفته می‌شود. فرهنگ کردی میراثی از مردم باستان است که کردهای امروزی و جامعهٔ آن‌ها را شکل داده‌اند. جنبه‌های فرهنگ کردی به فرهنگ دیگر مردمان ایرانی بسیار نزدیک است؛ به عنوان مثال همهٔ آن‌ها نوروز را به عنوان روز سال نو جشن می‌گیرند که این جشن در ۲۱ مارس انجام می‌شود.

## ادبیات کردی
ادبیات کردی به نوشته‌ها، سروده‌ها و داستان‌هایی گفته می‌شود که به گویش‌های زبان کردی از قبیل کلهری، فیلی، سورانی، کرمانجی و گورانی نوشته یا سروده شده‌اند. کردها ادبیات شفاهی وسیعی دارند، اما ادبیات مکتوب کردی نو هم چند صد سال قدمت دارد و علاوه بر ان قدمت برخی از سروده‌های مکتوب در تاریخ ادبیات کردی، مانند بخش‌های کهن‌تر دفتر سرانجام هزار و دویست سال نیز تخمین زده شده‌است. از بزرگان ادبیات مکتوب کلاسیک کردی می‌توان به جزیری، احمد خانی، نالی، مولوی کرد، خان منصور و شاکه، غلامرضا ارکوازی ومستوره اردلان اشاره کرد.
از میان معاصران هم می‌توان شیرکو بی‌کس، عبدالله پشیو، هژار و هیمن  همچنین تاریخ نگار و داستان نویس  معاصر کلیم الله توحدی از دیار خراسان شمالی 
اشاره کرد. به‌طور کلی آثار شعر کردی در طول تاریخ بسیار زیادتر از آثار نثر کردی است.

## موسیقی
به‌طور سنتی، اجراکنندگان موسیقی سنتی کردی به سه دسته تقسیم می‌شوند: داستانگویان (چیرۆکبێژ)، بیتخوان‌ها (سترانبێژ) و آوازخوان‌ها (ده‌نگبێژ). موسیقی مشخصی که به امیرنشینان کردی مربوط باشد وجود ندارد، اما در عوض موسیقی کردی را که در شب‌نشینی‌ها (شه‌ڤبه‌ێرک یا شه‌ونیشت) اجرا می‌شد می‌توان کلاسیک به حساب آورد. چندین فرم موسیقایی در این ژانر به دست آمده‌است. برخی از آوازها دارای طبیعت حماسی هستند، مانند آوازهای محبوب لاوک که آوازهایی قهرمانی هستند و داستان قهرمانان گذشتهٔ کرد مانند صلاح‌الدین ایوبی را بازگو می‌کنند. حیران (حه‌یران)ها آوازهایی عاشقانه هستند که معمولاً درد جدایی و عشق‌های ناکام را روایت می‌کنند. لاوژ فرمی برای موسیقی مذهبی است و پاییزوک (پایزۆک)ها آوازهایی هستند که به‌طور ویژه در فصل پاییز اجرا می‌شوند. آوازهای عاشقانه، موسیقی رقص، عروسی و آوازهای جشن (دیلۆک/نارینک)، اشعار اروتیک و اشعار کار نیز در میان کردها محبوبیت بالایی دارند. فولکلور کردی بسیار غنی است. کردها همچنین لباس ملی خودشان را دارند. زن‌ها معمولاً لباس‌های رنگی می‌پوشند. این لباس‌ها از منطقه ای به منطقهٔ دیگر متفاوت است و می‌توان از روی یک لباس یک زن پی برد که اهل کدام استان یا شهر است. مردها نیز لباسی مخصوص دارند که شالوشپک (شالوشهپک) یا رنگوچوخ (ڕهنگوچۆخ) نام دارد و از شلواری گشاد (شروال) و پیراهنی بر روی آن تشکیل شده‌است. همچنین پارچه ای دراز به عنوان کمربند دور کمر و شکم بسته می‌شود. مردها همچنین دستمالی به نام شاشک یا جمدانی (جهمهدانی) را بر روی یک کلاه (کلاو) به سر می‌بندند. کردها عاشق رقص هستند و صدها رقص فولکلور دارند. موسیقی معمولاً سرعت بالایی دارد. برای موسیقی رقص معمولاً از سرنا (زورنا) و دهول (دههۆل) استفاده می‌شود. کردها همچنین از مقام‌ها و آوازهای پر سوز لذت می‌برند که حوادث گذشته را روایت می‌کند. برخی از تاریخنگاران از این آوازها به عنوان تاریخ شفاهی که چندین نسل را پشت سر گذاشته‌است استفاده می‌کنند.
موسیقیدان برجستهٔ ارمنی، کومیتاس وارداپت (سوقومون سوقومونیان) آوازهای فولکلور کردی بسیاری را منجمله «لور دالور» (Lur dalur) نگارش کرده‌است. کومیتاس در روستای اصلان، مهمان حسن آغا بود و در آنجا در مهمانی‌ها و جشن‌های کردی شرکت می‌کرد. وی دلبستهٔ هنر کردی بود و در سال ۱۸۹۷ در کنسرواتوار برلین پژوهش‌های خود را بر روی موسیقی کردی ادامه داد. با این حال بخش زیادی از آثار کومیتاس در نسل‌کشی ارامنه نابود شد.

## رقص
رقص کردی به گروهی از رقص‌های سنتی گفته می‌شود که رقصندگان دست‌های یکدیگر را می‌گیرند و مشابه آن در بالکان، لبنان و عراق نیز مشاهده می‌شود. این شکل از رقص به صورت دایره وار، گاه با رقصندگان تنها یا جفت همراه است که به مرکز دایرهٔ رقص اضافه می‌شوند. به نوشتهٔ دائرةالمعارف اسلام، کردها در جشن‌ها و مراسم‌های تولد و ازدواج آواز می‌خوانند و می‌رقصند. این رقص‌های فولکلور در تمیز کردها از دیگر همسایگان مسلمانشان، یکی از فاکتورهای اصلی است. رقص کردی انواع و شیوه‌های مختلف و متعددی دارد که برخی از آن‌ها عبارت اند از:
- دیلان
- سه پا (سێ پێ)
- گریان (گه‌ریان)
- چپی (چه‌پی)

## سینما
سینمای کردی جریانی در سینمای خاورمیانه است که با محوریت موضوعات مربوط به جامعهٔ کرد و فرهنگ و تاریخ کردی به تولید و ارائهٔ فیلم به زبان کُردی می‌پردازد. سینمای کردی در کشورهای محل سکونت کردها و مشخصاً ایران، عراق، ترکیه، سوریه و نیز دیاسپورای کرد در سایر نقاط جهان به‌ویژه در اروپا به فعالیت می‌پردازد. جشنواره‌های متعددی با محوریت سینمای کردی در کشورهای مختلف جهان به فعالیت مشغول‌اند.

## آشپزی
آشپزی کردی طیف گسترده‌ای از غذاها را شامل می‌شود که توسط مردمان کرد تهیه می‌شود.